# Ugni
Ugni – rodzaj roślin z rodziny mirtowatych. Obejmuje cztery gatunki występujące w Ameryce Południowej, przy czym jeden – Ugni myricoides – występuje w jej północno-zachodniej części i w Ameryce Centralnej, dwa (Ugni candollei i Ugni molinae) rosną w Chile i Argentynie, a Ugni selkirkii jest endemitem wysp Juan Fernández. Są to krzewy rosnące w zaroślach i lasach. Ugni molinae (znany też jako Myrtus ugni) jest popularnie uprawiany i w wielu miejscach rośnie introdukowany, m.in. jest inwazyjny na wyspach Juan Fernández, gdzie wypiera miejscowy gatunek z tego samego rodzaju. Owoce Ugni molinae są używane do wyrobu przetworów, przy czym w języku angielskim znane są m.in. pod nazwą „nowozelandzkiej (sic!) żurawiny”.

## Morfologia

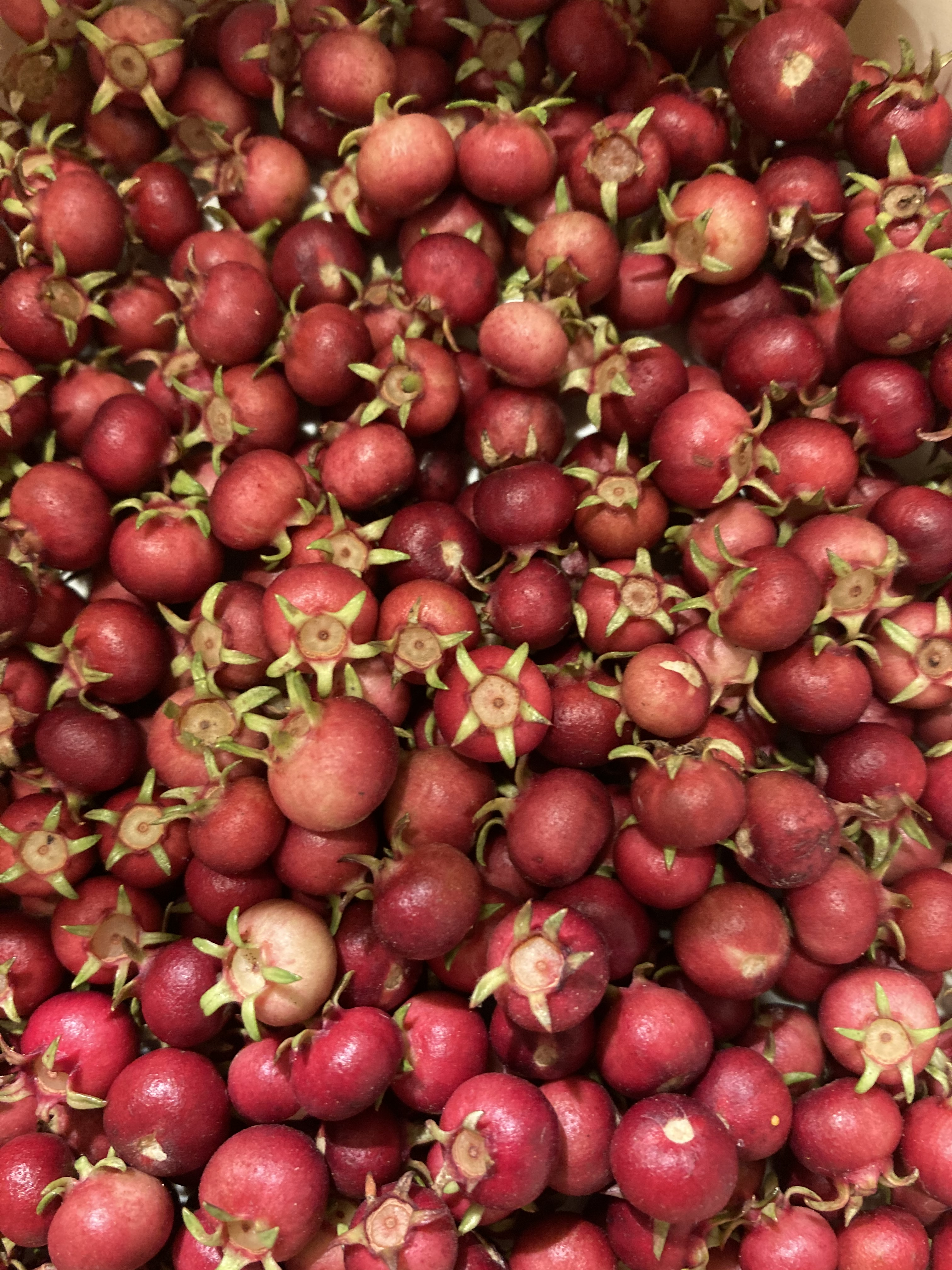
Owoce Ugni molinae

PokrójNiewielkie krzewy do 2 m wysokości, wrzosopodobne, nagie lub owłosione.
LiścieNaprzeciwległe, pojedyncze. Blaszka skórzasta, eliptyczna do lancetowatej, do 2 cm długości.
KwiatyRozwijają się pojedynczo w kątach liści. Działki kielicha w liczbie czterech lub pięciu u dołu zrośnięte w rurkę. Płatki w liczbie czterech lub pięciu, tworzą dzwonkowatą koronę, są białe lub różowe. Pręciki liczne – od 20 do 40, o krótkich nitkach – nie wystają poza okwiat. Dolna zalążnia tworzona jest z trzech owocolistków zwieńczona jest pojedynczą szyjką słupka.
OwoceKuliste, mięsiste jagody zawierające liczne nasiona.

## Systematyka
Pozycja systematyczna
Rodzaj z podrodziny Myrtoideae, rodziny mirtowatych (Myrtaceae). Należy do plemienia Myrteae, a w nim do grupy Myrteola, w której jest rodzajem siostrzanym względem rodzajów Neomyrtus i Lophomyrtus. Dawniej rodzaj zaliczany do szeroko ujmowanego rodzaju mirt Myrtus.
Wykaz gatunków
- Ugni candollei (Barnéoud) O.Berg
- Ugni molinae Turcz.
- Ugni myricoides (Kunth) O.Berg
- Ugni selkirkii (Hook. & Arn.) O.Berg